# Lomandra rigida
Lomandra rigida là một loài thực vật có hoa trong họ Măng tây. Loài này được Labill. mô tả khoa học đầu tiên năm 1805.